# Motoki Noguchi
 (février 2025).
Motif : Manque de sources secondaires centrées. Palmarès insuffisant à lui seul, cf. Discussion:Jean Michel (joueur de go)/Admissibilité
- Archive Wikiwix
- Bing
- Cairn
- DuckDuckGo
- E. Universalis
- Gallica
- Google
- G. Books
- G. News
- G. Scholar
- Persée
- Qwant
- (zh) Baidu
- (ru) Yandex
- (wd) trouver des œuvres sur Wikidata

| 1. | Préciser le motif de la pose du bandeau. | Précisez le motif de la pose du bandeau en utilisant la syntaxe suivante : {{admissibilité à vérifier\|date=mai 2025\|motif=remplacez ce texte par le motif}}                       |
| 2. | Informer les utilisateurs concernés.     | Pensez à avertir le créateur de l'article, par exemple, en insérant le code ci-dessous sur sa page de discussion : {{subst:avertissement admissibilité à vérifier\|Motoki Noguchi}} |

 (septembre 2021).
Si vous disposez d'ouvrages ou d'articles de référence ou si vous connaissez des sites web de qualité traitant du thème abordé ici, merci de compléter l'article en donnant les références utiles à sa vérifiabilité et en les liant à la section « Notes et références ».
Motoki Noguchi est un joueur de go japonais vivant en France, champion de France en 2008, champion de France open en 2010, 2012, 2015, 2021 et 2023,,.

## Biographie
Motoki Noguchi a remporté le championnat japonais universitaire par équipes en 1999 avec l’université de Tokyo. Arrivé en France en 2000, il est classé 7 dan en Europe. Il a gagné six fois le championnat de France individuel et neuf fois le championnat de France des clubs (Coupe Maître Lim). Il est également traducteur et administrateur de l’association japonaise de pair go. Il est l’auteur de plusieurs ouvrages pédagogiques : Le langage des pierres (Praxeo, 2005) Tsumego : l’art du combat au jeu de go (Praxeo, 2009) Yose, fins de partie au jeu de go (co-écrit avec Dai Junfu. Praxeo, 2014) L’usage de la force (Praxeo, 2023),.

## Palmarès
- Champion de France

2008 

- Finaliste du Championnat de France

2009
- Champion de France open

2010, 2012, 2015, 2021, 2023
,,,,,
- Vainqueur de la Coupe Maître Lim (championnat de France de go des clubs)[12]

2008 (avec Tours)
2011, 2012, 2013 (avec Strasbourg)
2015, 2016, 2018, 2019, 2023 (avec Grenoble)
- Vainqueur de Tournoi de go de Bruxelles en 2003

## Auteur
- Le langage des pierres, éditions Praxeo, 2005  (ISBN 2 9520472 1 9)

- Tsumego, l'art du combat au jeu de go, éditions Praxeo, 2009  (ISBN 2 9520472 4 3)
- Yose, fins de partie au jeu de go (avec Dai Junfu) éditions Praxeo, 2014  (ISBN 979 10 93251 00 4)
- L'usage de la force, éditions Praxeo, 2023  (ISBN 979 10 93251 02 8)

## Traductions
- Keiji Kobori et Chō Chikun (trad. du japonais par Motoki Noguchi et Toru Imamura), Itinéraire d'un maître de go : Une étoile est née [« Chō Chikun kessakussen 1, Meijin e no michi »], t. 1, Éditions Balat, 2014 (1re éd. 1993), 306 p.  (ISBN 978 2 955115701).
- Keiji Kobori et Chō Chikun (trad. du japonais par Motoki Noguchi et Toru Imamura), Itinéraire d'un maître de go : Meijin, un rêve d'enfance [« Chō Chikun kessakussen 1, Meijin e no michi »], t. 2, Éditions Balat, 2015 (1re éd. 1993), 304 p.  (ISBN 978 2 955115718).
- Keiji Kobori et Chō Chikun (trad. du japonais par Motoki Noguchi et Toru Imamura), Itinéraire d'un maître de go : Sacre d'un champion [« Chō Chikun kessakussen 2, Chojo ni tatsu »], t. 3, Éditions Balat, 2015 (1re éd. 1993), 314 p.  (ISBN 978 2955115725).
- Keiji Kobori et Chō Chikun (trad. du japonais par Motoki Noguchi et Toru Imamura), Itinéraire d'un maître de go : Coup du destin [« Chō Chikun kessakussen 2, Chojo ni tatsu »], t. 4, Éditions Balat, 2016 (1re éd. 1993), 268 p.  (ISBN 978 2 955115732).
- Keiji Kobori et Chō Chikun (trad. du japonais par Motoki Noguchi et Toru Imamura), Itinéraire d'un maître de go : Renaissance [« Chō Chikun kessakussen 3, Aratanaru Shuppatsu »], t. 5, Éditions Balat, 2016 (1re éd. 1993), 278 p.  (ISBN 978 2 955115749).
- Keiji Kobori et Chō Chikun (trad. du japonais par Motoki Noguchi et Toru Imamura), Itinéraire d'un maître de go : Le choc des titans [« Chō Chikun kessakussen 3, Aratanaru Shuppatsu »], t. 6, Éditions Balat, 2017 (1re éd. 1993), 321 p.  (ISBN 978 2 955115756).
- Joueurs de go - Légendes, haïkus et senryû au Japon, De l’époque d’Edo (XVIIe siècle) jusqu’à l’ère Showa (1926-1989), Éditions Pippa, 2024, 116 p.  (ISBN 978-2-37679-089-1).